# Нагара (река)
Нагара (яп. 長良川) — река в Японии на острове Хонсю. Протекает по территории префектур Гифу, Айти и Миэ.
Длина реки составляет 166 км, на территории её бассейна (1985 км²) проживает 915,1 тыс. человек (2004). Согласно японской классификации, Химекава является рекой первого класса.
Исток реки находится под горой Дайнитигатаке (大日岳, высотой 1709 м), на территории деревни Такасу (Гифу). Нагара течёт по горным ущельям на юго-восток мимо города Гудзё, по пути в неё впадают реки Ёсида (吉田川), Кибидзима (亀尾島川), Итадори (板取川), Муги (武儀川) и Цубо (津保川). Далее она выходит на равнину Ноби, протекает через город Гифу, после чего в неё впадают Идзира (伊自良川) и Сайкава (犀川). Ниже Гифу она течёт параллельно реке Кисо, будучи отделённой от неё лишь рукотворной дамбой. Далее она втекает в префектуру Миэ и в городе Кувана впадает в реку Иби непосредственно перед тем, как та впадает в залив Исе.
Крупнейшими притоками реки являются Итадори (длина — 44 км, площадь бассейна — 314 км²), Цубо (длина — 37 км, площадь бассейна — 292 км²), Ёсида (длина — 36 км, площадь бассейна — 187 км²), Муги (длина — 13 км, площадь бассейна — 164 км²) и Идзира (длина — 14 км, площадь бассейна — 159 км²).
На 2004 год 75,3 % бассейна реки занимали горы и леса, 18,2 % — сельскохозяйственные земли, 6,5 % застроено.
Основными породами в бассейне реки являются гранит, андезит, риолит и гнейс.
Среднегодовая норма осадков в районе реки составляет 1915,3 мм в год. Среднегодовой расход воды составляет 130,1 м³/с (Суномата, 34,4 км от устья), максимальный зарегистрированный — 6852,9 м³/с (там же).
Во второй половине XX века крупнейшие наводнения на реке происходили в 1959, 1960, 1961, 1976, 1990 и 1999 годах.
Протекает через города Гудзё, Мино, Секи, Гифу, Хасима, Мидзухо, Огаки, Кайдзу, Айсай и Кувана.